# 인턴 (영화)
《인턴》(영어: The Intern)은 2015년 공개된 미국의 코미디 드라마 영화이다. 낸시 마이어스가 연출하였으며, 로버트 드니로, 앤 해서웨이 등이 출연하였다.

## 출연진
- 로버트 드니로 - 벤저민 “벤” 휘터커 역
- 앤 해서웨이 - 줄스 오스틴 역
- 러네이 루소 - 피오나 파웰 역
- 앤더스 홈 - 맷 역
- 애덤 더바인 - 제이슨 역
- 앤드루 래널스 - 캐머런 역
- 린다 래빈 - 패티 역
- 크리스티나 셰어 - 베키 역
- 실리아 웨스턴 - 도리스 역
- 조조 쿠슈너 - 페이지 역
- 잭 펄먼 - 데이비스 역
- 냇 울프 - 저스틴 역